# Україна краде російський газ
«Україна краде російський газ» — російський пропагандистський шаблон, складова інформаційної війни Росії проти України в сучасному українсько-російському протистоянні.
Незважаючи на відсутність правових підстав (рішень суду, висновків незалежних експертів тощо) щодо наявності фактів крадіжок, гасло експлуатувалася російською пропагандою з 1993 року і аж до початку російсько-української війни 2014 року, тобто понад 20 років.

## Передумови та історія виникнення
З розпадом СРСР Росія стала найбільшим у світі постачальником природного газу, який забезпечував значні надходження до її бюджету. Для забезпечення транзиту газу до Європи в серпні 1992 року було досягнуто домовленості про постачання газу до України і його транзит через її територію.

## Технічні аспекти
Територією України пролягають газопроводи, якими здійснюється транспортування газу з Росії до Європи, а до 2014 року — також і до України. Частина транзитного газу використовується як паливо для роботи газових турбін газокомпресорних станцій. При цьому обсяги відбору для живлення турбін та вартість транзиту встановлюються міждержавними угодами. В окремі моменти газових конфліктів між Росією та Україною угоди своєчасно не укладались, тому Україна на виконання міжнародних зобов'язань щодо забезпечення транзиту здійснювала відбір газу для забезпечення компресорних станцій відповідно та за цінами попередньо укладених угод. Такі дії України Росією також неодноразово публічно характеризувались як «крадіжка газу», але цілком відповідали міжнародним зобов'язанням України і тому не мали для України жодних правових або фінансових наслідків як стосовно Росії, так і інших сторін.
Факти несанкційованого відбору газу могли б бути виявлені порівнянням даних з приладів технічного обліку транзиту за обсягами та теплотворною здатністю. Жодного разу російською стороною такі дані не наводились.

## Висновки щодо можливості крадіжок
В 2009 році Європейська комісія не знайшла фактів несанкційованого відбору Україною газу з магістральних трубопроводів, що з’єднують Росію та країни Заходу.

## Наслідки
Спроби Росії здійснення газового шантажу щодо України призвели до того, що Росія втратила довіру як до надійного бізнес-партнера, а з 2014 ще й отримала прямі фінансові збитки, оскільки для газу, який за відсутності угоди на транзит відбирався для живлення компресорних станцій, застосовувались більш низькі ціни попередніх угод.

## Пов'язані події
1 березня 2018 завершився розгляд позову українського Нафтогазу проти російського Газпрому у Стокгольмі. Суд визнав взаємні фінансові зобов'язання сторін та, загалом, присудив Газпрому сплатити на користь України $ 2.56 млрд.